# John Banville
Pour les articles homonymes, voir Banville (patronyme).
Œuvres principales
Le Livre des aveux (1989)
 La Mer (2005)
John Banville (né le 8 décembre 1945 à Wexford, Irlande) est un journaliste, romancier et scénariste irlandais qui vit actuellement à Dublin.  Il a fait également une incursion dans le roman noir sous le pseudonyme de Benjamin Black.
Il est considéré comme l'un des auteurs vivants les plus importants de langue anglaise. Il est lauréat d'un prix Booker et du prix Princesse des Asturies.
Il écrit exclusivement en anglais, surtout de la prose et des critiques littéraires. Il rédige en particulier la section littéraire du Irish Times.
Connu pour son style précis, que certains[Qui ?] qualifieraient de froid, son ingéniosité et son humour évoquent Nabokov.

## Biographie
Fils d'un gardien de garage, il caresse l'espoir d'être un jour peintre ou architecte, mais il ne poursuit pas ses études au niveau universitaire. Il travaille un temps pour la compagnie aérienne Aer Lingus, ce qui lui permet de faire des escapades peu coûteuses en Grèce et en Italie. Il s'installe pendant un an aux États-Unis en 1968. À son retour en Irlande, il entre au quotidien The Irish Press, puis au Irish Times où il s'occupe de la section littéraire à partir de 1998. Il collabore d'ailleurs de façon régulière au New York Review of Books dès 1990.
Il amorce sa carrière littéraire en 1970 avec la publication d'un recueil de nouvelles intitulé Long Lankin, suivi du roman Nightspawn (1971), dont il n'est guère satisfait. Sa notoriété s'établit avec la parution de Doctor Copernicus qui décroche le James Tait Black Memorial Prize en 1976. 
Son roman L'Intouchable (The Untouchable, 1997) s'inspire de la vie d'Anthony Blunt.
Candidat au prix Booker pour Le Livre des aveux (The Book of Evidence) en 1989, il reçoit finalement le prix en 2005 pour son roman La Mer (The Sea).
Éclipse (2000) est un récit relatant l'histoire d'un acteur de théâtre connu et reconnu qui a pourtant raté sa vie.
Depuis 1999, il a signé à l'occasion des scénarios pour le cinéma, notamment celui du film Albert Nobbs (2011), réalisé par Rodrigo García, avec Glenn Close et Janet McTeer.
En 2014, il reçoit le prix Princesse des Asturies.

## Œuvre

### Romans

#### Trilogie des révolutions
- Doctor Copernicus: A Novel (1976)
- Kepler, a Novel (1981) Kepler, traduit par Michèle Albaret-Maatsch, Paris, Flammarion, 1992  (ISBN 2-08-066592-8)
- The Newton Letter: An Interlude (1982) La Lettre de Newton, traduit par Michèle Albaret-Maatsch, Paris, Flammarion, 1996  (ISBN 2-08-067219-3)

#### Trilogie des Frames
- The Book of Evidence (1989) Le Livre des aveux, traduit par Michèle Albaret-Maatsch, Paris, Flammarion, 1990  (ISBN 2-08-066419-0) ; réédition, Arles, Actes Sud, coll. « Babel » no 198, 1996  (ISBN 2-7427-0696-8)
- Ghosts (1993) Le Monde d'or, traduit par Michèle Albaret-Maatsch, Paris, Flammarion, 1994  (ISBN 2-08-066913-3)
- Athena: A Novel (1995) Athena, traduit par Michèle Lévy-Bram, Paris, Robert Laffont, coll. « Pavillons », 2005  (ISBN 2-221-09269-4)

#### Autres romans
- Nightspawn (1971)
- Birchwood (1973)
- Mefisto (1986)
- The Ark (1996) (seules 260 copies ont été publiées)
- The Untouchable (1997) L'Intouchable, traduit par Michèle Albaret-Maatsch, Paris, Flammarion, 1998 ; réédition, Paris, 10/18, coll. « Domaine étranger » no 3322, 2001  (ISBN 2-264-03239-1)
- Eclipse (2000) Éclipse, traduit par Michèle Albaret-Maatsch, Paris, Robert Laffont, 2002 ; réédition, Paris, 10/18, coll. « Domaine étranger » no 3570, 2003  (ISBN 2-264-03751-2)
- Shroud (2002) Impostures, traduit par Michèle Albaret-Maatsch, Paris, Robert Laffont, coll. « Pavillons », 2003  (ISBN 2-221-09268-6)
- The Sea (2005) - Prix Booker La Mer, traduit par Michèle Albaret-Maatsch, Paris, Robert Laffont, coll. « Pavillons », 2007 ; réédition, Paris, 10/18, coll. « Domaine étranger » no 4231, 2009  (ISBN 978-2-264-04688-8)
- The Infinities (2009) Infinis, traduit par Pierre-Emmanuel Dauzat, Paris, Robert Laffont, coll. « Pavillons », 2011  (ISBN 978-2-221-11582-4)
- Ancient Light (2012) La Lumière des étoiles mortes, traduit par Michèle Albaret-Maatsch, Paris, , Robert Laffont, coll. « Pavillons », 2014 ; réédition, Paris, 10/18 no 5063, 2016  (ISBN 978-2-264-06597-1)
- The Blue Guitar (2015) La Guitare bleue, traduit par Michèle Albaret-Maatsch, Paris, Robert Laffont, coll. « Pavillons », 2018  (ISBN 978-2-221-19562-8)
- Snow (2020) Neige sur Ballyglass House, traduit par Michèle Albaret-Maatsch, Paris, Robert Laffont, coll. « Pavillons », 2022  (ISBN 978-2-221-25511-7)

### Romans policiers sous le pseudonyme de « Benjamin Black »

#### SérieQuirke
1. Christine Falls (2006) Les Disparus de Dublin, traduit par Michèle Albaret-Maatsch, Paris, Nil, 2010 ; réédition, Paris, 10/18, coll. « Domaine policier » no 4408, 2011  (ISBN 978-2-264-05308-4)
2. The Silver Swan (2007) La Double Vie de Laura Swan, traduit par Michèle Albaret-Maatsch, Paris, Nil, 2011 ; réédition, Paris, 10/18 no 4537, 2012  (ISBN 978-2-264-05638-2)
3. Elegy for April (2011) La Disparition d'April Latimer, traduit par Michèle Albaret-Maatsch, Paris, Nil, Paris, 2013 ; réédition, Paris, 10/18, coll. « Grands détectives » no 4671, 2014  (ISBN 978-2-264-06282-6)
4. A Death in Summer (2011)Mort en été, traduit par Michèle Albaret-Maatsch, Paris, Nil, coll. « Détectives », 2014 ; réédition, Paris, 10/18, coll. « Grands détectives » no 4877, 2015  (ISBN 978-2-264-06548-3)
5. Vengeance (2012) Vengeance, traduit par Michèle Albaret-Maatsch, Paris, Paris, Robert Laffont, 2017  (ISBN 978-2-221-19932-9)
6. Holy Orders (2013)
7. Even the Dead (2016)
8. April in Spain (2021)  Le printemps basque d'April Latimer, traduit par Michèle Albaret-Maatsch, Paris, Paris, Robert Laffont, 2025  (ISBN 978-2-221-27679-2)
9. The Drowned (2024)

#### Autres romans policiers
- The Lemur (2008)
- The Black-Eyed Blonde (2014)La Blonde aux yeux noirs. Le Retour de Philip Marlowe, traduit par Michèle Albaret-Maatsch, Paris, Paris, Robert Laffont, 2015 ; réédition, Paris, 10/18 no 5031, 2016  (ISBN 978-2-264-06379-3)
- Prague Nights (2017), publié aux États-Unis sous le titre Wolf on a String
- The Secret Guests (2020)

### Recueils de nouvelles
- Long Lankin (1970; édition révisée en 1984)
- Imagined Lives (2011), recueil collectif, avec notamment Tracy Chevalier, Julian Fellowes et Alexander McCall Smith

### Pièces de théâtre
- The Broken Jug: After Heinrich von Kleist (1994)
- Seachange (Joué en  1994 au Focus Theatre, Dublin; jamais publié)
- Dublin 1742 (Joué en 2002 à The Ark (Dublin); une pièce pour les 9-14 ans; jamais publiée)
- God's Gift: a Version of Amphitryon by Heinrich von Kleist (2000)
- Love in the Wars (2005), adaptation de la pièce Penthésilée de Heinrich von Kleist
- Conversation in the Mountains (2008), pièce radiophonique

### Autre publication
- Prague Pictures: Portrait of a City (2003)

### Scénarios
Au cinéma
- 1999 : The Last September, film britannique réalisé par Deborah Warner, adaptation par Banville du roman éponyme d'Elizabeth Bowen, avec Michael Gambon
- 2011 : Albert Nobbs, film irlando-britannique réalisé par Rodrigo García, d'après le court roman de George Moore, avec Glenn Close et Janet McTeer
- 2013 : The Sea, film irlando-britannique réalisé par Stephen Brown, adaptation par John Banville de son roman éponyme, avec Ciarán Hinds et Bonnie Wright

## Prix et récompenses
| Année | Prix                                                       | Œuvre                |
| ----- | ---------------------------------------------------------- | -------------------- |
| 1976  | James Tait Black Memorial Prize                            | Doctor Copernicus    |
| 1981  | Guardian Fiction Prize                                     | Kepler               |
| 1981  | Allied Irish Bank Fiction Prize                            | Kepler               |
| 1981  | American-Irish Foundation Award                            | Birchwood            |
| 1989  | Guinness Peat Aviation Award                               | The Book of Evidence |
| 1989  | Booker Prize (nomination)                                  | The Book of Evidence |
| 2005  | Booker Prize                                               | The Sea              |
| 2006  | Irish Book Awards Nouvelle de l'Année                      | The Sea              |
| 2007  | Royal Society of Literature Fellowship                     |                      |
| 2007  | Prix Madeleine-Zepter                                      |                      |
| 2007  | Prix Macavity du meilleur roman (nomination)               | Christine Falls      |
| 2008  | Prix Edgar-Allan-Poe du meilleur roman (nomination)        | Christine Falls      |
| 2009  | Honorary Patronage of the University Philosophical Society |                      |
| 2011  | Prix Franz-Kafka                                           |                      |
| 2014  | Prix Prince des Asturies                                   |                      |
| 2021  | Historical Dagger Award (nomination)                       | Snow                 |
| 2022  | Historical Dagger Award (nomination)                       | April in Spain       |